# Ossa de Bisàltia
Ossa (en llatí Ossa, en grec antic Ὄσσα) era una ciutat dels bisaltes, una de les principals d'aquest poble abans de l'annexió de Bisàltia a Macedònia ja que posseïa una moneda pròpia. En parla Claudi Ptolemeu.
Correspondria o bé a la moderna Sokhó, una ciutat on s'han trobat restes del període hel·lenístic a les altures properes, o bé a Lakhaná.